# بطولة العالم لسباق الدراجات على الطريق 1929
بطولة العالم لسباق الدراجات على الطريق 1929 هي الدورة ال9 من بطولة العالم لسباق الدراجات على الطريق، أجريت في زيورخ، سويسرا.

## النتائج النهائية
| المسابقة            | ذهبية                   | فضية                      | برونزية                 |
| ------------------- | ----------------------- | ------------------------- | ----------------------- |
| الرجال              |                         |                           |                         |
| سباق الطريق المداري | Georges Ronsse (بلجيكا) | نيكولا فرانتز (لوكسمبورغ) | ألفريدو بيندا (إيطاليا) |